# Michael Bolton
Michael Bolton, pseudonimo di Michael Bolotin (New Haven, 26 febbraio 1953), è un cantautore statunitense. È interprete anche di brani scritti da altri autori. I suoi successi comprendono 7 album che hanno raggiunto la top ten statunitense e 2 singoli al numero uno delle classifiche, oltre ai premi American Music Award e Grammy.

## Biografia
Nato in una famiglia russo-ebraica di New Haven (Connecticut), ha raggiunto il successo tra i trentacinque e i quarant'anni come solista vocale nel genere musica d'atmosfera, caratterizzato dall'impiego di melodie e tematiche che attraggono il grande pubblico musicale.
Aveva avuto tuttavia il suo primo contratto con una casa discografica già dall'età di 22 anni prima come solista con il suo vero nome e successivamente con un gruppo musicale hard rock chiamato Blackjack, del quale aveva anche fatto parte Bruce Kulick, chitarrista dei Kiss. Il complesso aveva realizzato un tour anche con il cantante heavy metal Ozzy Osbourne.
Tra i primi collaboratori di Bolton nella scrittura di testi e musiche figurano Doug James e Mark Mangold e man mano che la sua fama è cresciuta, iniziò a scrivere insieme ad autori noti, tra cui Babyface, Diane Warren e Bob Dylan. Come cantante, sono da ricordare le sue esecuzioni in stile operatic pop con Plácido Domingo, Luciano Pavarotti, Renee Fleming, Patti LaBelle, Ray Charles, Percy Sledge, Wynonna Judd e BB King.
Bolton iniziò poi a registrare dischi con il nuovo nome d'arte nel 1983, dopo aver incontrato il successo come autore con la stesura del brano How Am I Supposed to Live Without You, scritto per Laura Branigan, già nota per aver cantato un classico della disco-pop: Gloria.
Bolton ha tre figlie, nate a metà degli anni settanta. I loro nomi sono Isa, Holly e Taryn.

## Carriera

### 1975 - 1980: I primi anni da solista e i Blackjack
Bolton comincia la sua carriera a 22 anni con il suo reale nome Michael Bolotin sotto contratto con la RCA. Tra il 1975 e il 1977 nascono l'album omonimo e Everyday of My Life, in cui l'artista si propone al pubblico in veste di cantautore di brani in chiave Hard rock settantiano. Anche il timbro vocale in questi anni è differente da quello classico che il pubblico conosce, esso infatti si presenta molto più graffiato. In questi album il cantante propone anche alcune cover come la celebre ballata These Eyes dei The Guess Who, e Dancing in the Street di William Stevenson e Marvin Gaye originariamente interpretato dalle Vandellas. Nonostante l'ottima qualità dei primi due album né Your Love, primo singolo tratto da Michael Bolotin, né If I Had Your Love da Everyday of My Life riescono a piazzarsi in classifica e i due album finiscono nel dimenticatoio. Nel tardo 1978 Bolton venne a contatto con i fratelli Bob e Bruce Kulick e li invitò a formare una band insieme. Mentre Bob rifiutò Bruce accettò e la formazione fu completata dal batterista Sandy Gennaro e il bassista Jimmy Haslip, suggeriti da Steve Weiss che divenne loro manager e che li fece firmare un contratto con la Polydor. la band incise due album Blackjack nel 1979 e Worlds Apart nel 1980. Il primo album giunse solo centoventisettesimo in Billboard e il singolo trainante Love Me Tonight, di cui fu girato anche un video promozionale insieme alla altra hit dell'album Without Your Love, si piazzò sessantaduesimo. Ancora peggio fece il secondo album Worlds Apart che praticamente passò in sordina. Il cambio gestionale della Polydor che li spodestò del loro ruolo di band prioritaria di fatto pose fine alla vita del gruppo che nonostante tutto era riuscito l'anno prima ad aprire le date del tour di Ozzy Osbourne.

### 1983 - 1986:Michael BoltoneEverybody's Crazy
Nel 1982 il cantante prova un'audizione nei Black Sabbath, ma viene scartato. Nello stesso anno decide nel cambio di nome modificando il suo cognome da Bolotin a Bolton, e incide l’omonimo Michael Bolton che esce nell'aprile 1983 per la Columbia Records. Lo stile musicale dell'album si orienta verso sonorità più AOR, entrambi i fratelli Kulick collaborano al disco facendo le veci di chitarre. Il singolo trainante dell'album è Fool's Game, che trascina l'album fino all'ottantanovesima posizione in Billboard piazzandosi ottantaduesimo. Diventa disco d'oro nello stesso anno negli Stati Uniti, ma il tour promozionale per l'album viene annullato dopo soli quattro show. Bolton torna in studio nel 1984 per incidere Everybody's Crazy che esce nel marzo 1985. L'omonimo singolo viene scelto come colonna sonora del film A scuola con papà del 1986, ma nonostante l'ottima rotazione del video musicale su MTV, l'album non riesce a piazzarsi in classifica in patria.

### 1987 - 1990: il successo conThe HungereSoul Provider
Nel 1987 Bolton incide The Hunger, che contiene la fortunata reinterpretazione del classico di Otis Redding (Sittin' On) The Dock Of The Bay, la quale trascina l'album alla quarantaseiesima posizione e si piazza nella top ten della Hot 100. Da questo momento in poi l'artista nella sua carriera usufruirà molto della formula album più cover singolo. Dall'album vengono tratti anche i singoli That's What Love Is All About e Wait On Love. L'album diventa disco di platino in Canada e per due volte multi platino in patria. A questo album collaborano Jim Valliance ed il tastierista e arrangiatore Mark Mangold. In questo periodo cominciano anche a girare voci secondo cui Bolton sarebbe diventato il sostituto dell'uscente Steve Perry nei Journey, ciò perché con il tastierista Jonathan Cain e il chitarrista Neal Schon, Bolton aveva registrato alcune delle tracce di The Hunger più altre tracce mai rese edite ad oggi trovabili in bootlegs che circolano nel web. Nel 1989 esce Soul Provider che contiene How Am I Supposed To Live Without You, brano originariamente scritto da Bolton nel 1983 per Laura Branigan, che diviene la prima numero uno dell'artista in Billboard. La cover tratta dall'album stavolta è quella del classico di Ray Charles Georgia on My Mind, How Can We Be Lovers diviene un'altra hit dell'album ancora oggi presente nella setlist dei tour dell'artista, insieme a When I'm Back On My Feet Again. Anche quest'album vede la partecipazione di maestri dell'AOR come Michael Omartian, Robbie Buchanan, Richard Marx, Michael Landau e Steve Lukather. In questo periodo il cantante incide anche il brano One More Time per la colonna sonora del film Sing - Il sogno di Brooklyn. How Am I Supposed To Live Without You, valse all'artista la vittoria di un Grammy Award nel 1990 nella categoria Miglior interpretazione vocale maschile, per l'occasione Bolton cantò la canzone accompagnato dal sassofonista Kenny G. Nello stesso anno, co-scrive, con Paul Stanley, la famosa Forever dei Kiss.

### 1991 - 1995: la svolta conTime Love & TendernesseThe One Thing
Il 1991 è un anno importante per la carriera dell'artista, che incide il suo settimo album in studio Time, Love & Tenderness, che contiene la sua seconda numero uno in Billboard, la cover del classico di Percy Sledge When a Man Loves a Woman. Il singolo traina l'album fino alla prima posizione nella Billboard 200, che in breve tempo diventa il suo album più venduto diventando per otto volte multi platino nei soli Stati Uniti. When a Man Loves a Woman vale a Bolton il secondo Grammy nel 1992 nella categoria Miglior interpretazione vocale maschile. All'album partecipano grandi nomi come Michael Thompson, Michael Landau, Kenny G e Jeff Porcaro in una delle sue ultime incisioni. Nonostante diversi brani AOR presenti nell'album, da ricordare specialmente Steel Bars scritta in collaborazione con Bob Dylan e diventata singolo di successo nel febbraio 1992, la title track e Forever Isn't Long Enough, l'album segna un cambiamento direzionale sullo stile musicale che volge a favore del genere adult contemporary, con qualche accenno del primo New jack swing, genere portato al successo in quegli stessi anni da Michael Jackson, evidente nel brano di Bolton Save Me. Tuttavia la critica si espresse in modo negativo sull'album additandolo come "copia" del precedente Soul Provider, ed etichettando Bolton come grande cantante ma mediocre scrittore di testi. In più nel 1992 gli Isley Brothers denunciarono Bolton per plagio in quanto uno dei singoli tratti dall'album Love Is A Wonderfull Thing, rimarcava un omonimo brano scritto dalla band nel 1964. Il cantante si difese dicendo di non aver mai ascoltato la canzone, ma nel 1994 perse la causa e la corte di Los Angeles stabilì che c'erano cinque punti in cui il brano plagiava l'omonimo degli Isley Brothers. Bolton fu quindi costretto a versare più di cinque milioni di dollari dalle vendite del singolo. Ciò comunque non ferma il cantante che nel 1991 partecipa alla registrazione del brano benefico Voices That Care insieme a importanti artisti come Peter Cetera, Céline Dion, Luther Vandross e Little Richard. Nel 1992 inoltre al tour promozionale a Time, Love & Tenderness fece seguito un VHS di un suo concerto che fu messo su mercato e intitolato This Is Michael Bolton. Il 1992 è anche l'anno in cui l'artista decide per la stesura di un album di sole cover, primo di una lunga serie e intitolato Timeless: The Classics, da cui viene tratta un'ottima reinterpretazione del classico dei Bee Gees To Love Somebody che arriva in top ten. Nel 1993 incide l'album The One Thing che contiene la hit Said I Loved You...But I Lied che nel 1995 ottiene la nomina ai Grammi come Miglior interpretazione vocale maschile, ma la vittoria va a Elton John con la sua Can You Feel the Love Tonight. Said I Loved You...But I Lied resta però venti settimane alla numero uno nella Hot Adult Contemporary Tracks. Altri successi tratti dall'album sono la ballata Completely e la reinterpretazione del classico di Bill Withers Lean On Me. Nel 1994 incide anche il brano Once In A Lifetime per la colonna sonora del film Only You - Amore a prima vista. Nel 1995 da anche alle stampe la sua prima raccolta intitolata Greatest Hits (1985-1995), che contiene cinque inediti, divenuti tutti singoli, tra cui la fortunata Can I Touch You...There? e I Found Someone, brano che Bolton aveva scritto per Laura Branigan nel 1985, ma divenuto famoso due anni dopo grazie alla reinterpretazione di Cher.

### 1996 - 2000: Il declino,This is the Time,All That MatterseThe Arias
Nel 1996 il cantante torna in studio per registrare il suo primo album natalizio This Is the Time: The Christmas Album, che vede la partecipazione di artisti come Plácido Domingo, con cui Bolton duetta sull'Ave Maria di Schubert. Tuttavia il singolo tratto dall'album è un pezzo originale di Bolton intitolato Love Is The Power che raggiunge la top ten nella Hot Adult Contemporary Tracks. Nello stesso anno è ospite internazionale al Festival di Sanremo, dove canta ‘’When a Man Loves a Woman’’, ottenendo a fine esibizione una standing ovation e una richiesta di bis, come successo nella storia del festival soltanto a Whitney Houston e Mireille Mathieu. Nel 1997 torna in studio con del materiale originale, il risultato è l'album All That Matters, in cui è contenuta la canzone Go the Distance che fa da colonna sonora al film animato della Disney Hercules. Il singolo regala un'altra numero uno all'artista, ma l'album si rivela un flop di vendite piazzandosi solo trentanovesimo nella Billboard 200 e sparendo dalle classifiche dopo poche settimane. Tuttavia diventa disco d'oro ma sarà l'ultimo disco di Bolton ad ottenere risultato commerciale. Altra hit dell'album è The Best of Love nel cui video, che ebbe una buona rotazione su MTV, Bolton sfoggia un look diverso, è infatti il periodo in cui l'artista si taglia il Mullet che lo aveva reso celebre negli anni d'oro. Nel 1998 a sorpresa incide l'album My Secret Passion: The Arias, un disco che comprende reinterpretazioni di celebri arie d'opera, tra cui Nessun dorma! (singolo estratto dell'album) e Vesti la giubba che il cantante aveva interpretato in duetto con Luciano Pavarotti al Pavarotti & Friends del 1995. Nel 1999 Bolton incide Timeless: The Classics Vol. 2, nel quale è contenuta la sua interpretazione di Sexual Healing di Marvin Gaye che nella Adult Contemporary chart arriva solo ventottesima.

### 2001 - 2010:Only A Woman Like Youi tributi al Jazz eOne World One Love
Nel 2001 Bolton abbandona la Columbia e firma un contratto con la Jive Records, con la quale nel 2002 dà alle stampe Only a Woman Like You il suo primo album di inediti dall'ultimo All That Matters del 1997. L'album è l'inizio di un nuovo cambio di stile musicale in cui l'adult contemporary novantiano cede il passo a un Pop più moderno vicino alle sonorità di gruppi del tempo come gli 'N Sync. La title track tuttavia si posiziona quinta nella adult contemporary chart e l'album trentaseiesimo ma vende solo quattrocentomila copie nei soli Stati Uniti e meno di un milione di copie nel mondo. Nel 2003 firma per la Passion Group e incide Vintage, un disco di tributo agli standard del Jazz, in cui veste i panni anche di produttore e arrangiatore. Dal disco viene tratto il classico When I Fall in Love che si posiziona diciassettesimo in classifica. Segue nel 2005 l'album 'Til the End of Forever, un album dal vivo del cantante registrato durante il suo tour nelle date del 24 e 25 agosto 2004 presso il Casino Rama a Toronto. Le prime sei tracce del disco sono invece nuovi brani mentre la settima è una reinterpretazione in chiave Reggae del suo brano Said I Loved You...But I Lied. La title track si posiziona trentaduesima nella adult contemporary chart. Nel 2006 firma con la Concord Records per la realizzazione di due album, il primo dedicato a Frank Sinatra in cui Bolton reinterpreta molti dei suoi successi intitolato Bolton Swings Sinatra, il secondo è il suo secondo album natalizio A Swingin' Christmas che esce nel 2007. Nel 2008 firma con la Universal Motown e realizza l'album One World One Love in cui collabora con Ne-Yo e Lady Gaga che veste il ruolo di seconda voce nel brano Murder My Heart. Nel disco si sentono ancora più marcate le contaminazioni del Pop moderno ed è a oggi l'ultimo album dell'artista con materiale originale. Negli Stati Uniti il disco è stato un flop arrivando solo alla centosessantaseiesima posizione. Nello stesso anno partecipa al Festival di Sanremo, duettando con Anna Tatangelo nel brano Il mio amico. Nel 2010 Viene pubblicato un disco dal vivo registrato l'anno prima alla Royal Albert Hall di Londra intitolato appunto Live at the Royal Albert Hall.

### 2011 - oggi: La collaborazione con i Lonely Island e gli album di cover
Nel 2011 collabora con il trio hip-hop demenziale dei Lonely Island, nel brano Jack Sparrow, in cui il trio parla nelle strofe di una festa in un club, e Bolton canta un ritornello sconnesso con il tema della festa, che parla dell’omonimo personaggio della saga Pirati dei Caraibi, e successivamente anche di Forrest Gump, di Erin Brockovich e di Tony Montana di Scarface. Nel video del brano, Bolton appare anche travestito da questi personaggi. Il singolo ottiene ottimo successo, sessantanovesimo in Billboard, secondo in Norvegia e sesto in Svezia, e l’album Turtleneck & Chain, da cui è tratto, ottiene una nomination ai Grammy Awards 2012, nella categoria Best Comedy Album. Bolton prende parte alla cerimonia cantando con i Lonely Island vestito da Jack Sparrow. Sempre nel 2011 incide un disco intitolato Gems: The Duets Collection, un disco di brani originali e cover in cui duetta con molte star tra cui Lara Fabian, Orianthi, A.R. Rahman e Seal. Nel 2012 appare in una serie TV, nella prima puntata della decima stagione di Due uomini e mezzo interpretando se stesso, cosa che rifà anche nel secondo episodio della dodicesima stagione. Nel 2013 incide Ain't No Mountain High Enough: A Tribute to Hitsville U.S.A., un disco di tributo agli standard Motown, in cui duetta anche con Kelly Rowland, Melanie Fiona e Michael Lington. Nello stesso anno tiene il suo primo vero e proprio concerto in Italia, a Napoli il 29 luglio, e pochi giorni dopo a Ischia, per l’"Ischia Global Film Festival", riceve un premio alla carriera, e duetta, durante la cerimonia, con Maria Nazionale nel brano The Prayer. Sempre nel 2013 appare nel disco di Kid Cudi Indicud, con cui duetta nel brano Afterwords (Bring Yo Friends). Alla fine dell’anno e nell’inizio del 2014, appare in degli spot della Honda in cui canta. Dopo un anno di pausa, nel 2016 firma un contratto con la Frontiers Records per l’uscita del suo ventunesimo disco in studio Songs of Cinema, un altro disco di cover che esce il 10 febbraio 2017. Il disco passa abbastanza in sordina e delude i fan della Frontiers, abituati a produzioni stilisticamente più vicine ai suoi Michael Bolton, Everybody's Crazy, The Hunger e Soul Provider.
Nel 2022 Bolton è stato confermato fra i 56 artisti partecipanti all'American Song Contest, in rappresentanza dello stato del Connecticut.
A gennaio 2024 annuncia l'annullamento dei primi concerti che aveva in programma nei primi mesi dell'anno, dopo essersi operato per un tumore al cervello, rassicurando che l'operazione ha avuto successo.

## Attività filantropica
Nel 1993 ha fondato la Michael Bolton Foundation (ora Michael Bolton Charities, Inc.) con lo scopo di assistere donne e bambini dai rischi della povertà e degli abusi. La fondazione ha permesso di devolvere oltre 3,7 milioni di dollari ad associazioni di assistenza locali e nazionali.
Bolton è anche presidente onorario di altre associazioni benefiche e di assistenza e nel marzo 2003 si è fatto promotore insieme con Lifetime Television, Verizon Wireless e molti altri di una National Coalition Against Domestic Violence, chiedendo una legislazione per fornire maggiore assistenza alle vittime della violenza domestica, ad esempio con servizi di alloggio alternativo realmente alla portata delle vittime stesse.
Numerose sono le onorificenze ricevute da Bolton per le sue attività musicali e ancor di maggior rilievo lo sono quelle per le attività filantropiche. La Hollywood Chamber of Commerce ha riconosciuto a Bolton una stella sulla celebre "Walk of Fame" per i suoi contributi musicali e assistenziali.

## Collaborazioni
- Con Raffaella Carrà - Tanti auguri (2008)
- Con Anna Tatangelo - Il mio amico (2008)
- Con Lady Gaga - Murder My Heart (2009)
- Con The Lonely Island - Jack Sparrow (2011)

## Discografia solista

### Album in studio
- 1975 - Michael Bolotin
- 1976 - Everyday of My Life
- 1983 - Michael Bolton
- 1985 - Everybody's Crazy
- 1987 - The Hunger
- 1989 - Soul Provider
- 1991 - Time, Love & Tenderness
- 1993 - The One Thing
- 1996 - Thinking of you
- 1997 - All That Matters
- 1998 - My Secret Passion
- 2002 - Only a Woman Like You
- 2003 - Vintage
- 2005 - 'Til the End of Forever
- 2009 - One World One Love
- 2010 - Live at the Royal Albert Hall
- 2013 - Ain't No Mountain High Enough: A Tribute to Hitsville U.S.A.
- 2017 - Songs of Cinema
- 2019 - A Symphony of Hits

### Raccolte
- 1992 - Timeless: the Classics
- 1993 - The Artistry of Michael Bolotin
- 1995 - Greatest Hits (1985-1995)
- 1996 - This Is the Time: The Christmas Album
- 1999 - Timeless: The Classics volume 2
- 2001 - Love Songs
- 2002 - The Ultimate Collection
- 2002 - Joy to the World
- 2003 - Vintage
- 2004 - Said I Love You... The Best of Michael Bolton
- 2006 - Bolton Swings Sinatra
- 2007 - Swingin' Christmas
- 2011 - Gems: The Duets Collection

## Filmografia

### Cinema
- Piacere, Wally Sparks (Meet Wally Sparks), regia di Peter Baldwin (1997)
- High Voltage, regia di Luka Pecel (2002)
- Vite da popstar (Popstar: Never Stop Never Stopping), regia di Jorma Taccone e Akiva Schaffer (2016)

### Televisione
- La tata (The Nanny) - serie TV, episodio 5x11 (1998)
- The Larry Sanders Show - serie TV, episodio 6x7 (1998)
- Due uomini e mezzo - serie TV, 4 episodi (2012-2015)
- Fresh Off the Boat - serie TV, episodi 3x22, 3x23 e 4x1 (2017)

### Doppiaggio
- Teen Titans Go! Il film (Teen Titans Go! to the Movies) - film d'animazione (2018)

## Doppiatori italiani
Nelle versioni in italiano dei suoi film, Michael Bolton è stato doppiato da:
- Roberto Draghetti: Due uomini e mezzo 1º voce
- Sergio Lucchetti: Due uomini e mezzo 2º voce
- Massimo Lodolo: Fresh Off the Boat